# Corsarios dunkerqueses

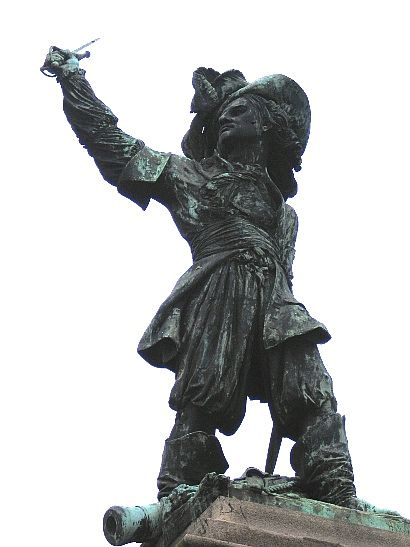
Estatua de Jean Bart en Dunkerque, el corsario más reconocido en su época.

Se conocen como corsarios dunkerqueses o corsarios de Dunkerque ((del francés: corsaires dunkerquoises); en neerlandés: Duinkerker kapers) a los corsarios que operaban desde el puerto de Dunkerque, y en menor medida desde Ostende y Nieuwpoort, desde el siglo XVI hasta inicios del XVIII. Consiguieron carta de naturaleza durante la época de los Países Bajos españoles, consolidándose organizativamente como parte de la Armada de Flandes durante el gobierno de Alejandro Farnesio, hasta que Dunkerque cayó ante una fuerza franco-inglesa en 1658, pasando a control de Francia hasta cesar la práctica por el desarme acordado en el tratado de Utrecht.
Dunkerque constituía una ubicación ideal para el corso, siendo una trampa natural para las más importantes rutas comerciales europeas en el mar del Norte, lo que volvía a los dunkerqueses una fuerza altamente efectiva y atrevida, rival de la eminente marina holandesa. Se movían principalmente en el mar del Norte, aunque en ocasiones podían viajar hasta el mar Báltico o las costas de Berbería, y después de su paso a Francia, a la América española. Entre sus mayores exponentes al servicio de España se encuentran Cornelis Weus, Michel Jacobsen, Jan Jacobsen y Jacob Collaert, y al de Francia, el nieto de los Jacobsen, Jean Bart.

## Entre historia y leyenda: provocadores de naufragios
Dunkerque, situada en lo más estrecho del mar del Norte y punto de paso obligado de los ricos navíos ingleses u holandeses, estaba destinada al corso por su geografía. Es una trampa natural: no se puede entrar más que por rutas muy precisas (indicadas hoy día por balizas), ya que los barcos se enfrentan a formidables bancos de arena fósiles, endurecidos por el tiempo, capaces de destripar un navío.
La historia o la leyenda quiere que Dunkerque haya sido también una ciudad de provocadores de naufragios (naufrageurs). Se dice que la torre del Leughenaer (en neerlandés: torre del mentiroso) habría tenido los fuegos que atraían a los buques a su perdición. Los argumentos no dejan de dar cierto crédito a esta historia. Cuando es posible, es menos arriesgado (y no más inmoral, si no menos) atraer un barco a una trampa que tomarlo al abordaje; y por su configuración, Dunkerque es una trampa.
La existencia de corsarios intentando invocar motivos patrióticos es muy antigua, como demuestra este edicto del 7 de diciembre de 1400 adoptado por el rey Carlos V de Francia:

Si alguno, de cualquier estado que sea, pone alguno de sus navíos a sus propias expensas para llevar la guerra a nuestros enemigos, será por licencia y consentimiento de nuestro almirante o su lugarteniente, que tiene, o tendrá, en derecho de su cargo, el conocimiento, jurisdicción y castigo de todos los hechos en dicha mar y sus dependencias, criminal y penalmente.
Si aucun, de quelque estat qu'il soit, mettait sus aucun navire à ses propres dépens pour porter la guerre à nos ennemys, ce sera par le congé et consentement de nostre admiral ou de son lieutenant, lequel a, ou aura, au droict de son dict office, la cognoissance, jurisdiction, et punition de tous les faicts en la dicte mer et ses dépendances, criminellement et civilement.
Carlos V de Francia

Estar autorizado antes del ataque («congé et consentement») y la rendición de cuentas con posterioridad («cognoissance, jurisdiction et punition»): los criterios que separan el corso de la piratería ya están expuestos aquí, al menos en el espíritu del rey, aunque hacerlos respetar sobre el terreno será mucho más complejo que escribir un edicto.

## Corsarios dunkerqueses bajo patente de corso española

### La dominación española en la región
Al final de la Edad Media, los Países Bajos —y Dunkerque en particular— formaban parte de la Borgoña de Carlos el Temerario. En el siglo XVI, su descendiente lejano era España. Los Países Bajos van a conseguir su independencia después de la guerra de los Ochenta Años (1568-1648). Este período dio lugar a una separación en la población neerlandófona: los protestantes del norte crean las Provincias Unidas, de donde surgirán los Países Bajos modernos; y por el contrario, en el sur del país, la Flandes católica — de la que formaba parte Dunkerque—, permaneció unida a España.
Durante la guerra de los Ochenta Años la ciudad de Dunkerque cayó en manos de los rebeldes en 1577. Fue retomada en 1583, en nombre de España, por Alejandro Farnesio, duque de Parma. El mismo año, Farnesio reunió un pequeño escuadrón de buques para destruir el comercio y la pesca holandesas, tras lo que los Habsburgo comenzaron a expedir patentes de corso, terminando por reunir hasta un centenar de buques corsarios dunquerqueses que recibían el nombre de particulares o particulieren. Sus tripulaciones eran muy variadas, incluyendo flamencos, valones, españoles y gente de todos los Países Bajos y naciones circundantes.
Puesto avanzado del mundo católico en contacto con tierras protestantes, trampa natural de barcos situado en las grandes rutas marítimas, Dunkerque atrajo siempre y constituyó un enclave militar disputado entre España, las Provincias Unidas, Inglaterra y Francia.
En 1600 los Países Bajos enviaron una armada para conquistar el puerto de Dunkerque y poner fin de una vez por todas a los corsarios. La armada holandesa, comandada por Mauricio de Nassau, mientras marchaba a lo largo de la costa se encontró con la armada española de Alberto de Habsburgo y aunque los holandeses ganaron la batalla de Nieuport, Mauricio de Nassau dio media vuelta. En esa ocasión, Dunkerque permaneció a salvo en manos españolas.
En 1621 terminó la tregua de los doce años y los dunkerqueses se estaban convirtiendo en una amenaza real para todas las expediciones que iban hacia los Países Bajos, ya que capturaban cada año, de promedio, 229 barcos de pesca y buques mercantes, de ellos unos 60 británicos. Entre ellos causaba estragos Jacob Collaert, un almirante flamenco al servicio de los españoles.
En octubre de 1646 los franceses sitiaron Dunkerque y tomaron la ciudad con el apoyo de la armada holandesa. La mayor parte de los corsarios se habían desplazado a Ostende y, en menor media, a Nieuwpoort, tras la caída en 1645 de Gravelinas. La efectividad de este traslado es difícil de calcular al carecer de los datos de capturas en 1647.
El año 1648 vio tanto el final de la guerra de los Ochenta Años (guerra de la independencia de las Provincias Unidas contra España) y de la guerra de los Treinta Años (guerra paneuropea destinada a debilitar el imperio de los Habsburgo), dos guerras que, al final, no eran más que una. Los tratados de Westfalia consagraron en particular la independencia de las Provincias Unidas.
El estallido de la Fronda en Francia, permitió a los españoles recuperar la ciudad en 1652.
Dunkerque dejó definitivamente de ser española en 1658 y después de un período caótico, se convirtió en francesa en 1662.

### Las Provincias Unidas protestantes
No se puede presentar Dunkerque bajo el dominio español sin hablar de sus hermanos enemigos, los marinos de las Provincias Unidas; enemigos por elecciones políticas y religiosas, y causantes de un peligro constante, también fueron los padres, y, a veces los enseñantes, ya que no se puede aprender el oficio mejor que en casa de marinos que navegaban en los mares del mundo.
Las Provincias Unidas  constituían la parte norte protestante de los Países Bajos españoles de la época, destinadas a convertirse en los actuales Países Bajos. Consiguieron su independencia de España durante la guerra de los Ochenta Años (1568-1648), también conocida como revuelta de los Mendigos. Esta independencia fue reconocida internacionalmente en 1648 por los tratados de Westfalia. El término mendigos (gueux) no debe inducir a error, ya que fue una referencia irónica a uno de sus adversarios, Charles de Berlaymont, que los había tratado de mendigos. De hecho, había entre ellos los protestantes ricos y nobles. El más importante fue Guillermo de Orange, considerado el padre fundador de las Provincias Unidas. (Aunque no hay que confundirle con su descendiente y homónimo Guillermo III, que será rey de Inglaterra, tampoco fue, sin duda, un mendigo.) La rebelión de los mendigos comportó un fuerte componente marítimo liderado por los «mendigos del mar» (gueux de la mer), los corsarios protestantes.
Se trataba realmente de corsarios, o mejor de piratas o, incluso flibusteros (esta palabra será inventada para ellos). Un corsario actuaba con una patente de corso expedida por un estado y se sometía a un control sobre sus botines, que debían de haber sido obtenidos en una nave de un país enemigo en tiempos de guerra. Sin estado, ninguna patente de corso era auténtica. Sin embargo, las Provincias Unidas no fueron realmente un estado independiente antes de 1648, fecha del reconocimiento internacional de su independencia por el Tratado de Westfalia. Al mismo tiempo, puede ser muy grave tratar de piratas todos los écumeurs holandeses o zelandeses. De hecho, en esa Europa de antes de la Paz de Westfalia, todas las fronteras estaban en constante cambio, y la noción de estado soberano era discutida, proporcionando los ejércitos lo esencial del argumentario.
Antes de 1648, las patentes de corso emitidas en el territorio de lo que serán las Provincias Unidas fueron emitidas por actores como Guillermo de Orange, señor de la guerra, o por las grandes sociedades por acciones que armaban el corso, como la Compañía Neerlandesa de las Indias Occidentales. Esta compañía, que tenía su sede en Middelburg, en Zeeland, y no en una isla exótica, fue una de las primeras sociedades capitalistas por acciones que tenía sus propios buques, su propio territorio (gracias a la acción de sus capitanes, del tamaño de América, mucho más vasto que el de las Provincias Unidas, del que suponía depender) y sus propios objetivos, entre los que el corso y el comercio de esclavos no eran disimulados. Era en ocasiones incluso el mismo actor el que armaba el corso y el que entregaba la patente de corso: el control de la frontera entre el corso y la piratería se convertía así en pura simulación.
Tales patentes de corso, obviamente, no protegían a sus dueños contra una acusación de piratería en caso de ser capturados por los españoles. Sí podían, sin embargo, tener un cierto efecto protector (sin automatismos) en caso de ser capturados por cualquier otro país, ya que el desmantelamiento del imperio colonial español en las Américas era buscado por todas las potencias europeas, que tendían a unirse contra España en esta región geográfica, y que entrañaba una tendencia a reconocer de facto a las Provincias Unidas como actor independiente.
Se asiste en ese momento al nacimiento del personaje del filibustero, mitad corsario mitad pirata, que aunque atacasen a galeones en aguas americanas, tenía el corazón del sistema en Europa. Las Provincias Unidas jugaron un destacado papel en los primeros días del filibusterismo con el objetivo político de destruir el imperio colonial español; las instalaciones durables de colonias de poblamientos europeos en esas aguas son difíciles y tardías, y los filibusteros que atacaban los galeones cargados de oro partían más a menudo de Zelanda que de la isla de la Tortuga.
Tales eran los vecinos inmediatos de los corsarios de Dunkerque: los creadores de una máquina de guerra marítima total cuyos objetivos fueron a la vez políticos (porque el contexto fue el de una guerra separatista y de una guerra de religión, y el conjunto fue animado por esos estadistas que fueron los stadtholders Guillermo de Orange) y económicos (ya que algunos de los actores más avanzados fueron las grandes corporaciones empresariales y de piratas que buscaban el lucro).

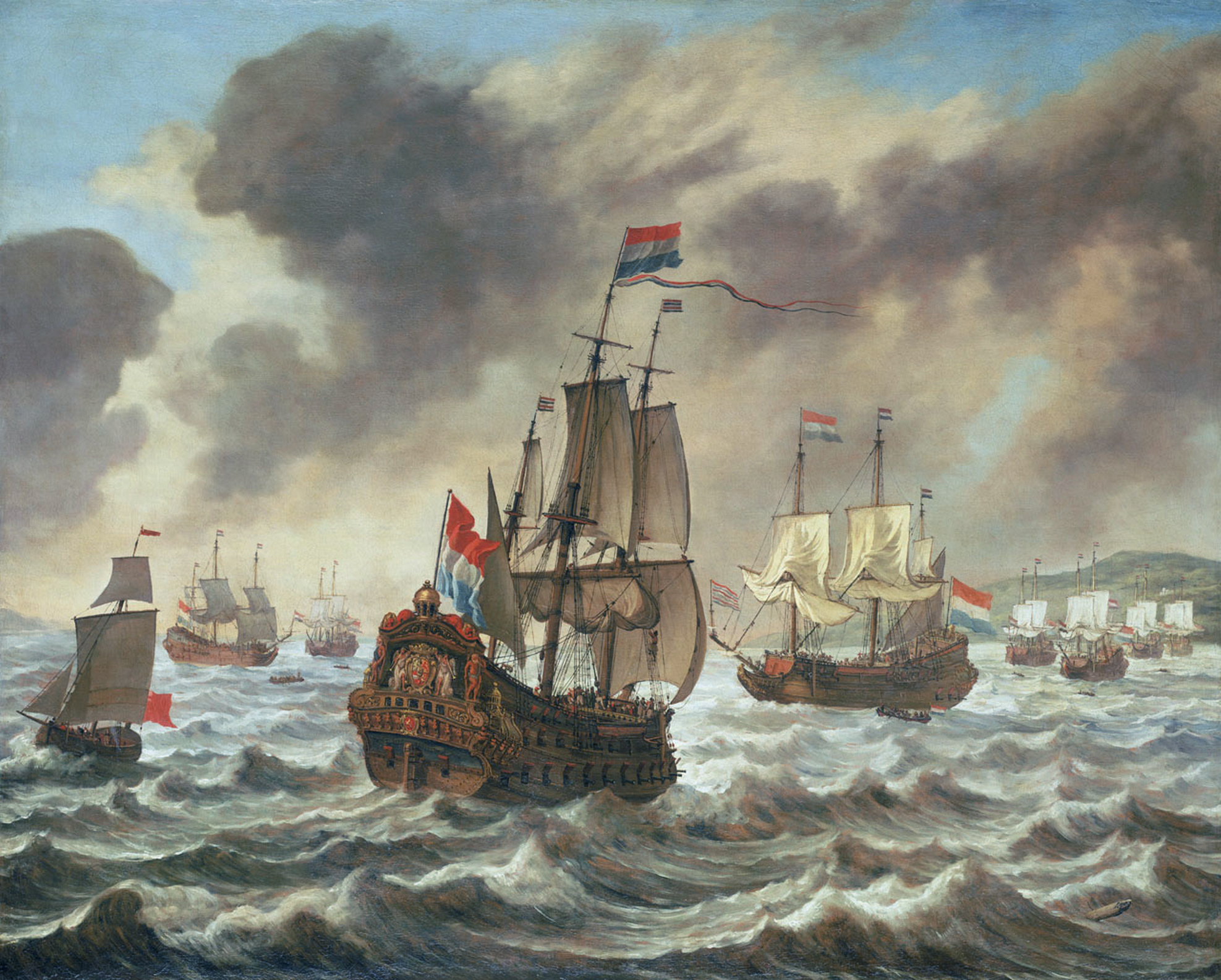
Avant la Bataille des Downs [Antes de la batalla de las Dunas (1639)], de Reinier Nooms

La libertad de acción de los corsarios neerlandeses aumentó de nuevo cuando el poder naval español fue destruido por los holandeses durante la desastrosa batalla de las Dunas, el 31 de octubre de 1639. Esta destrucción incitó a ingleses y holandeses (aunque estos últimos, antes de 1648, seguían siendo legalmente españoles) a tratar de apoderarse de las posesiones coloniales ibéricas en América, lo que requería un recrudecimiento de la piratería en las Antillas.
Con los écumeurs holandeses se está en el centro del vasto sistema de corso, piratería y filibusterismo, tal como castigará a los siglos XVI y XVII. Fue un sistema global y algunas anécdotas biográficas pueden dar muestras de esa dimensión:
- Salomo de Veenboer alias Suleyman Raïs (15.. - 1620), que aunque murió 28 años antes de la independencia de las Provincias Unidas, comenzó bajo patente de corso neerlandesa, pero terminó en Argel como pirata, manteniendo un poco de patriotismo, al menos eso es lo que dijo cuando trató de recuperar el favor de su país. Hacía izar el pabellón "holandés" cuando el navío atacado era español y evitaba también maltratar a los presos cuando eran holandeses. Su compatriota Jan Janszoon, de Haarlem, también comenzó bajo patentes de corso "holandesa", pero operaba enseguida desde Argel y Salé (Marruecos) y se convirtió al Islam, lo que le permitió, de paso, tomar una segunda esposa.

- Piet Hein (1577-1629), que en 1623 era vicealmirante al servicio de la Compañía de las Indias Occidentales, no se contentaba con atacar galeones, sino que también tomaba ciudades como Bahía, y luego operaba bajo patente de corso de Guillermo de Orange en 1629 y participaba en el bloqueo de Dunkerque.

Estos ejemplos muestran que no hay un mundo de distancia entre los filibusteros de las Antillas, los del mar del Norte y los que practicaron el corso en tierras de Berbería.

### La Flandes española y católica
Los corsarios dunkerqueses operaron a lo largo de la costa de Flandes, partiendo de Dunkerque, en nombre de armadores privados al servicio de España durante la guerra de los Ochenta Años. Fue este fue el período que va a dar su carta de naturaleza al corso en Dunkerque.
A pesar de un bloqueo casi constante del puerto de Dunkerque por parte de buques de guerra holandeses, los corsarios a menudo eran capaces de forzar el pasaje y siguieron afectando a las actividades navales de los holandeses. Estos respondieron al declarar en 1587 que los câpres dunkerqueses serían entonces tratados como piratas. Sus capitanes debían de prestar juramento de pasar por el filo de la espada o lanzar por la borda a todos sus prisioneros. Pero esta orden, especialmente severa, se volvió muy impopular entre las tripulaciones holandesas, ya que muchos de sus hermanos o padres también servían en los buques dunkerqueses. Y en general se contentaban simplemente en dejar a veces a los marineros que capturan en los bancos de arena que hay a lo largo de la costa flamenca, donde el agua poco profunda les daba una oportunidad de chapotear hasta el litoral.
Los dunkerqueses utilizaban un tipo de navío ligero y muy maniobrable, la fragata, cuyo poco calado les permitía franquear los bancos de arena, donde los pesados buques de guerra enbarrancaban. Escapaban a menudo así de sus perseguidores.
Dunkerque se encontraba entonces en una difícil situación económica, impedido de vivir de la pesca ya que el rescate de los pescadores, así como atacar a los galeones españoles cargados de oro, era una actividad de los mendigos del mar. El deseo de España de desarrollar la actividad corsaria fue bien recibido y salvó a más de un marino del desempleo.
Los corsarios cooperaron estrechamente con la marina regular española y participaron en la batalla naval de los Downs (o Dunas). Las grandes familias corsarias, como los Bart, Weuss o Bommelaer, tenían vínculos familiares con almirantes españoles o trabajaban para España, como Michael Jacobsen. De 1633 a 1637, el corsario Jacob Collaert fue vicealmirante de la flota corsaria de Dunkerque y pasó a almirante en 1638 y sometió a las autoridades españolas un plan de reestructuración del puerto de Dunkerque, que no se realizó debido a la falta de fondos.
El canal de la Mancha y el mar del Norte fueron los primeros teatros de operaciones de los corsarios de Dunkerque. España esperaba de ellos, ante todo, que ese sector fuese sostenido. A pesar de que a menudo operaban en y alrededor del canal, los dunkerqueses intrépidos a veces pasaban cerca de la costa danesas y alemanas para inspeccionar los navíos que regresaban del Báltico. Enviaban navíos a España y al Mediterráneo, en estrecha colaboración con la Armada Española, como en la batalla naval de las Dunas.
Por el contrario, los corsarios dunkerqueses estuvieron menos presentes que otros entre los filibusteros de las Antillas, por razones diferentes según la época: antes de 1658, y puesto que Dunkerque pertenecía a España y la actividad corsaria en las islas fue principalmente anti-española, no tenían nada que hacer allí. Y luego estuvieron también ausentes de esta gran página en la historia de la piratería del siglo XVIII, cuando el tratado de Utrecht terminó con sus actividades desde 1713. Si algunos dunkerqueses siguieron el camino de las islas, fueron pocos y puede ser en momentos en que se embarcaban para "la Holanda" discretamente.
Dunkerque dejó definitivamente de ser española el 25 de junio de 1658. Fue una gran página que se cerró para sus corsarios.

## Corsarios dunkerqueses navegando para las Provincias Unidas
El 25 de junio de 1658 Dunkerque fue española por la mañana, francesa al mediodía e inglesa en la tarde. En efecto, ese día, Henri de La Tour d'Auvergne, vizconde de Turenne tomó la ciudad a los españoles. Fue la segunda batalla de las Dunas de 1658. Esa misma tarde, Luis XIV entrega la ciudad a Oliver Cromwell, provisionalmente su aliado. Dunkerque quedó permanentemente unido al reino de Francia en 1662 después de que Luis XIV lo hubiese adquirido a Carlos II de Inglaterra, que había subido al trono de Inglaterra dos años antes, pero con una extrema necesidad de dinero para mantenerse.
Desde ese momento, en que ya no son españoles, los corsarios de Dunkerque navegaron para las Provincias Unidas cuando pudieron. La cuestión de las relaciones con las Provincias Unidas fue difícil pero importante. Se sabe que Jean Bart aprendió marinería de Ruyter, que era oriundo de Flesinga, el principal puerto de partida de la Compañía Holandesa de las Indias Orientales. (Middelburg fue uno de los principales puertos de salida de la Compañía Holandesa de las Indias Occidentales.) También se sabe que Nicolas Baeteman decía que era «originario de Zelanda».
Probablemente haya otros ejemplos. Las Provincias Unidas estaban próximas a Flandes por comunidad lingüística y lazos familiares. Eran atractivas por la ligereza de los controles que ejercían sobre las capturas y ofrecían las mejores oportunidades posibles para que un marinero aprendiese el oficio: en ninguna parte tendrían la oportunidad de aprender de todos los mares del mundo. Pero también eran "el otro lado" en todos los aspectos: protestantes mientras que Dunkerque era católica. Sin contar que los pescadores flamencos de Dunkerque y su región se encontraban entre las primeras víctimas de los mendigos del mar.
Era, además, traicionar a su país navegar para "Holanda". En el momento en que Dunkerque era española, la respuesta era, sin lugar a dudas, sí. Las Provincias Unidas se formaron primero contra España, de la que van a conseguir su independencia, contra esa España que fue el origen, si no del corso de Dunkerque, si al menos de la casta de corsarios de alto nivel social que congeniaban con los almirantes. Después, la respuesta debe de ser matizada, ya que Dunkerque a menudo cambió de nacionalidad y los países de los que dependía (España, Inglaterra y Francia) cambiaban con frecuencia sus alianzas.
De 1662 a 1672 Dunkerque fue francesa, pero sin estar en guerra con las Provincias Unidas. Navegar para la "Holanda" era tanto comprometedor como tentador. No estaba expresamente prohibido, ya que un corsario no estaba obligado a navegar con patente de corso de su país, siendo suficiente no navegar para un país enemigo. Los corsarios dunkerqueses navegaron exitosamente a menudo bajo patentes de corso holandesas o zelandasas hasta 1672, cuando Luis XIV declaró la guerra a las Provincias Unidas .

## Corsarios dunkerqueses bajo patente de corso francesa
A partir de 1672, excepto para asumir una rebelión abierta, tuvieron que navegar bajo patentes de corso francesas, a pesar de la dificultad de acordar puntos de vista sobre la naturaleza de la guerra de corso y la distinción con la piratería. Para los câpres —un término en francés usado para designar los corsos en la época— dunkerqueses, primos de los filibusteros holandeses, ser corsario era más que pirata, era estar en posesión de una patente de corso que suponía (en el mejor de los casos) un seguro de vida en caso de captura. No era rendir cuentas en todo momento y asumir el retraso y los costes de un juicio en cada presa.
Para las autoridades francesas al contrario, la patente de corso no lo era todo. El corsario debía de respetar las reglas en todas sus operaciones. Sólo debía de atacar a barcos mercantes de un país enemigo en tiempo de guerra. En este punto, debía de cumplir con los controles, es decir, someter las captura a la decisión tomada por un '«tribunal de toma»' (tribunal de prise), que debía de decidir si esas condiciones se habían respetado. Un juicio por cada barco capturado... Se pueden imaginar los costos y demoras. Para los corsarios dunkerqueses, esto era una locura, ya que además sabían cómo funcionaba el sistema con sus primos en Holanda, cómo los controles pueden ser ficticios, cuando las autoridades querían.
En el sentido inverso, el poder estatal soñaba con transformar al corsario en oficial de la marina, un oficial naval que no tendría que pagar, pero que atacaría cualquier objetivo que la autoridad le designase, y que tenía o no la posibilidad de apoderarse de un cargamento para remunerarse. Era mucho pedir.
Los intereses no convergían con facilidad, y el recurso a los corsarios fue siempre provisional y que los Estados dejaron de usar cuando sus armadas fueron suficiente. El estatismo francés de Luis XIV no tenía ninguna simpatía espontánea por los corsarios, y al principio, les alentó poco, patente de corso o nada.
Las cosas cambiaron a partir de 1692: el batalla de la Hougue había destruido una gran parte de la flota francesa. Como todos los estados desprovistos de una marina de guerra suficiente, Francia se dio cuenta de lo que los corsarios le podían aportar. En 1695, Sébastien Le Prestre de Vauban tomó parte con su famoso Mémoire concernant la caprerie [Memorando relativo a la caprerie] y convenció al rey para que promoviera el corso. Lo hacen incluso mejor que el año anterior y el de la batalla de Texel.
La Cámara de Comercio de Dunkerque también tuvo su propio escuadrón, bajo el mando de Cornil Saus, adjunto de Nicolás Baeteman.
La batalla de Texel (1694) alejó el riesgo de morir de hambre. Jean Bart fue secundado en ella por el caballero Claude de Forbin. Esta victoria marcó el comienzo del inmenso respeto que el rey tendrá por Bart, y a través de él, por los dunkerqueses, que finalmente se sintieron franceses de corazón.
Algunos corsarios dunkerqueses pertenecen a este período francés, como Jean Bart , Cornil Saus Baeteman Nicolas, Pierre-Edouard Plucket.

## El Tratado de Utrecht y el final del corso en Dunkerque
Inglaterra nunca dejó de sentirse amenazada, considerando Dunkerque casi como una pistola apuntando al corazón de Londres. Consiguió el desarme del puerto en 1713 por el tratado de Utrecht. Los intentos para superar este tratado fracasan: fue el fin de los corsarios de Dunkerque y el comienzo de una gran miseria. Convertirse en pescador no era fácil, ya que piratas y corsarios seguían existiendo en el mar del Norte y chantajeaban a los pescadores. Para sobrevivir, los dunkerqueses emprenden la pesca '"en Hytland", es decir, pescan en Islandia, otra gran epopeya, pero sobre el todo el último de los oficios. Al inicio del siglo XX, todavía, se admite que, de un centenar de marineros que parten para la pesca en Islandia, cinco o seis no regresan. Antes, probablemente era peor.